# Michel Lasne
Michel Lasne (Caen, 1595 - Paris, 1667) est un dessinateur et graveur Français. Il fut élève de Paul Rubens.

## Biographie
Il devient en 1633 graveur ordinaire du roi de France. Cette même année, il bénéficia du privilège d'un brevet, daté du 28 mars, lui attribuant un logement sous la galerie du Louvre. Un brevet du 28 septembre 1637 accorda la survivance de ce logement à sa femme et à ses enfants. Ces brevets furent confirmés le 30 avril 1648.
On compte 759 gravures à son actif, dont 23 portraits de la famille de Louis XIII.